# 쿠르트 잔덜링

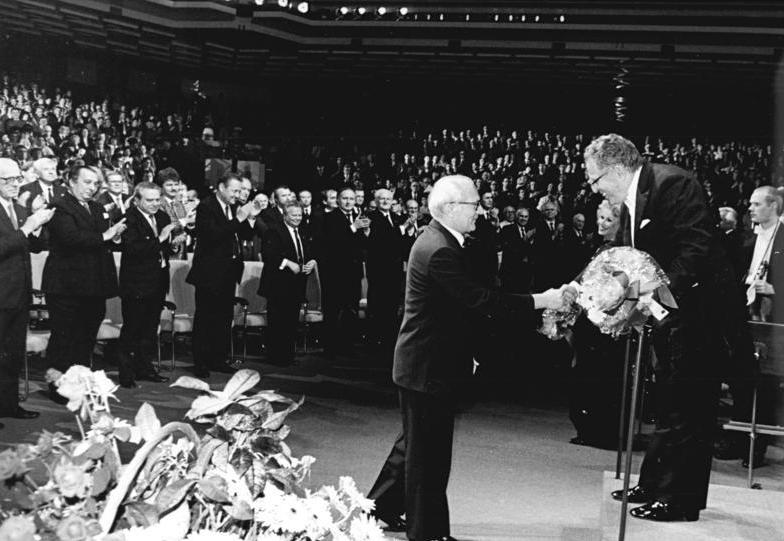
쿠르트 잔덜링 (1987년)

쿠르트 잔덜링(Kurt Sanderling, 1912년 9월 19일 ~ 2011년 9월 17일)은 독일의 지휘자이다.

## 삶과 경력
유대인 혈통 때문에 1936년 독일을 떠나 소련에서 거주하며 모스크바의 차이콥스키 교향악단과 일했다. 1942년부터 1960년까지 레닌그라드 필하모니 교향악단에서 활동하다가 1960년 동독으로 돌아와 베를린 콘체르트하우스 교향악단과 일했다.

## 주요 레파토리
- 쇼스타코비치 교향곡
- 시벨리우스 교향곡 전곡

## 서훈
- 2002년 명예 대영 제국 훈장 3등급(honorary CBE, 외국인대상 정원외 명예훈장)